# Jadova Nouă
Jadova Nouă (em ucraniano: Нова Жадова) é uma cidade localizada no oblast de Chernivtsi, Ucrânia.
A população do local era de 406 pessoas de acordo com o censo de 2011.